# Du Yue
Du Yue (en chino: 杜玥; 15 de febrero de 1998) es una deportista china que compite en bádminton. Ganó una medalla de bronce en el Campeonato Mundial de Bádminton de 2019, en la prueba de dobles.

## Palmarés internacional
| Campeonato Mundial | Campeonato Mundial | Campeonato Mundial | Campeonato Mundial |
| Año                | Lugar              | Medalla            | Prueba             |
| ------------------ | ------------------ | ------------------ | ------------------ |
| 2019               | Basilea (Suiza)    | Medalla de bronce  | Dobles             |